# Nun komm, der Heiden Heiland, BWV 62
Nun komm, der Heiden Heiland, BWV 62 (Vine ja, Salvador dels pagans), és una cantata religiosa de Johann Sebastian Bach per al primer diumenge d'Advent, estrenada a Leipzig, el 3 de desembre de 1724.

## Origen i context
Pertany al cicle de les cantates corals i l'autor, anònim, utilitza la primera i l'última estrofa de l'himne que dona títol a la cantata, Wie Redemptor gentium, traduït per Luter l'any 1524; els números intermedis són adaptacions lliures de les altres estrofes de l'himne. És la segona cantata per a aquest primer diumenge d'Advent, amb el mateix títol que la  BWV 61, estrenada el 1714; l'altra conservada és la BWV 36 de l'any 1731.

## Anàlisi
Obra escrita per a soprano, contralt, tenor, baix i cor; trompa, dos oboès, corda i baix continu. Consta de sis números.
1. Cor: Nun komm, der Heiden Heiland (Vine ja, Salvador dels pagans)
2. Ària (tenor): Bewundert, o Menschen, dies grosse Geheimnis (Admireu, Oh gent del món, aquest gran Misteri)
3. Recitatiu (baix): So geht aus Gottes Herrlichkeit und Thron (Ha baixat del Tron i la Glòria de Déu)
4. Ària (baix): Streite, siege, starker Held! (Escomet, venç, Heroi poderós!)
5. Recitatiu (soprano i contralt): Wir ehren diese Herrlichkeit (Honorem aquesta Meravella)
6. Coral: Lob sei Gott, dem Vater, ton (Lloat sia Déu Pare, el Verb)

En el primer número, les melodies del coral les canten els sopranos doblats pel cor i les parts instrumentals; a pesar de la tonalitat en Si menor emprada, el conjunt expressa un goig contingut que en alguns moments es desborda amb una empenta i una força irresistibles. El número 2, una ària de tenor amb els oboès a ritme de siciliana, té un aire tranquil d'acord amb el text que parla del naixement del Salvador. El recitatiu i l'ària següents són per al baix, veu assignada habitualment als papers representatius del poder, aquí parla el fill de Judà que és rebut per l'ària, amb l'acompanyament dels violins i la viola a l'uníson, que ressalten la força devastadora de la música que parla de combats i victòries. El recitatiu del número 5, és un duo de soprano i contralt, situació no gaire freqüent, que vol destacar el plural del text. Conclou la cantata el coral a quatre veus, duplicades pels instruments segons la seva tessitura. Té una durada aproximada d'uns vint minuts.

## Discografia seleccionada
- J.S. Bach: Das Kantatenwerk. Sacred Cantatas Vol. 4. Nikolaus Harnoncourt, Tölzer Knabenchor (Gerard Schmidt-Gaden, director del cor), Concentus Musicus Wien, Peter Jelosits (solista del cor), Paul Esswood, Kurt Equiluz, Ruud van der Meer. (Teldec), 1994.
- J.S. Bach: The complete live recordings from the Bach Cantata Pilgrimage. CD 52: St Maria im Kapitol, Colònia; 3 de desembre de 2000. John Eliot Gardiner, Monteverdi Choir, English Baroque Soloists, Joanne Lunn, William Towers, Jan Kobow, Dietrich Henschel. (Soli Deo Gloria), 2013.
- J.S. Bach: Complete Cantatas Vol. 13. Ton Koopman, Amsterdam Baroque Orchestra & Choir, Deborah York, Franziska Gottwald, Paul Agnew, Klaus Mertens. (Challenge Classics), 2000.
- J.S. Bach: Cantatas Vol. 28. Masaaki Suzuki, Bach Collegium Japan, Yukari Nonoshita, Robin Blaze, Makoto Sakurada, Peter Kooij. (BIS), 2005.
- J.S. Bach: Church Cantatas Vol. 20. Helmuth Rilling, Gächinger Kantorei, Bach-Collegium Stuttgart. Inga Nielsen, Helen Watts, Aldo Baldin, Philippe Huttenlocher. (Hänssler), 1999.
- J.S. Bach: Cantats for the Liturgical Year Vol 9. Sigiswald Kuijken, La Petite Bande, Gerlinde Sämann, Petra Noskaiova, Christoph Genz, Jan van der Crabben. (Accent), 2009.
- J.S. Bach: Advent Cantatas. John Eliot Gardiner, Monteverdi Choir, English Baroque Players, Nancy Argenta, Petra Lang, Anthony Rolfe Jhonson, Olaf Bär. (Archiv Produktion), 2000.